# Manfred Berger (Architekt)
Manfred Berger (* 23. März 1921 in Leipzig; † 16. November 2009) war ein deutscher Architekt, Denkmalpfleger, Hochschullehrer und Fachbuchautor.

## Leben
Der Sohn des Amtsbaumeisters Alfred Berger besuchte das Königin-Carola-Gymnasium in Leipzig. Nach dem Abitur studierte Berger an der Technischen Hochschule Dresden Architektur. Hier lernte er u. a. bei Werner Cords-Parchim, Oswin Hempel, Walter Henn, Georg Rüth und Otto Schubert. Nach seinem Studium war Berger zunächst freischaffend tätig, bevor er als wissenschaftlicher Mitarbeiter bei Cords-Parchim an die Dresdener Hochschule zurückkehrte. Dort wurde er 1959 mit der Dissertation Dorf und Dorffeldmark Kössern. Ihre Entwicklungsgeschichte und ihre Ausgestaltung für neuzeitliche Bewirtschaftungsarten. zum Dr.-Ing. promoviert.
1958 übernahm er die Leitung des Instituts für Landwirtschaftliches Bauen der Karl-Marx-Universität Leipzig, das im Zuge der Hochschulreform 1969 als Lehrgebiet Produktionsbauten der Hochschule für Bauwesen Leipzig angegliedert wurde. 1965 wurde er zum Professor berufen und erweiterte das Institut um die Themen Dorf- und Landschaftsgestaltung. Nach der Angliederung an die Hochschule für Bauwesen war er bis zu seiner Emeritierung 1981 Inhaber des neuen Lehrstuhls Industriebau.
1961 erschien das von ihm verfasste Standardwerk Bauhandbuch für landwirtschaftliche Produktionsgenossenschaften. Neben seinen Lehr- und Forschungsaufgaben setzte sich Berger als Denkmalpfleger für den Erhalt und Schutz von technischen Denkmälern, vor allem der Verkehrs- und Produktionsgeschichte mit Schwerpunkt auf Eisenbahnhoch- und -brückenbauten, ein. Im Rahmen dieser Tätigkeit ist sein vierbändiges Standardwerk zu historischen Bahnhofsbauten in Deutschland entstanden.
Manfred Berger lebte in Kössern, wo er sich große Verdienste um die Erhaltung des dortigen Jagdhauses erwarb. Über 65 Jahre lang hat er sich mit diesem barocken Baudenkmal und seiner Sanierung beschäftigt.

## Veröffentlichungen (Auswahl)
- Bauhandbuch für landwirtschaftliche Produktionsgenossenschaften. Verlag für Bauwesen, Berlin 1961.
- Historische Bahnhofsbauten. Band I Sachsen, Preußen, Mecklenburg, Thüringen. transpress Verlag für Verkehrswesen, Berlin 1980, ISBN 3-344-00066-7.
- Historische Bahnhofsbauten. Band II Braunschweig, Hannover, Preußen, Bremen, Hamburg, Oldenburg, Schleswig-Holstein. transpress Verlag für Verkehrswesen, Berlin 1988, ISBN 3-344-00067-5.
- Historische Bahnhofsbauten. Band III Bayern, Baden, Württemberg, Pfalz, Nassau, Hessen. transpress Verlag für Verkehrswesen, Berlin 1988, ISBN 3-344-00267-8.
- Historische Bahnhofsbauten. Band IV Brandenburg, Pommern, Schlesien, Posen, Westpreussen, Ostpreussen. Transpress Verlag, Stuttgart 1996, ISBN 3-344-71029-X.
- Hauptbahnhof Leipzig / Geschichte, Architektur, Technik. transpress, Berlin 1990, ISBN 3-344-00474-3.
- Die Muldenthal-Eisenbahn. transpress Verlagsgesellschaft, Berlin 1994, ISBN 3-344-70907-0.